# Nemesbőd
Nemesbőd là một thị trấn thuộc hạt Vas, Hungary. Thị trấn này có diện tích 9,14 km², dân số năm 2010 là 638 người, mật độ 70 người/km².